# Ius osculi
Lo Ius osculi era un antico istituto del diritto romano che consisteva nella facoltà dell'uomo di baciare una propria congiunta, per acclarare se essa avesse bevuto o meno del vino.

## Origini e applicazione
Alle donne era interdetto, da una legge regia che lo storico Dionigi di Alicarnasso faceva risalire a Romolo, il consumo del vino. Chi contravveniva a questa regola poteva essere tranquillamente uccisa da un proprio congiunto, senza processo pubblico ma ricorrendo a forme di giustizia sommaria. Vi furono donne che vennero soppresse per inedia, o a bastonate. Si narra che un tale Egnazio Mecennio, con il consenso di Romolo, avesse percosso a morte sua moglie, rea di aver bevuto del vino .
Stabilire se la donna avesse bevuto oppure no non era però facile. I mores romani prevedevano che si potesse condannare a morte anche una donna trovata semplicemente con le chiavi della cantina. Per tutti gli altri casi, però, si doveva far riferimento allo ius osculi, che si concretizzava nell'attribuzione al pater familias e ai parenti e congiunti prossimi della facoltà di saggiare l'alito di una donna per capire se avesse consumato vino.
L'esercizio dello ius osculi è attestato da storici come Plinio, Valerio Massimo, Tertulliano, Arnobio, Aulo Gellio.
Lo ius osculi poneva la donna in una condizione di sottomissione ed inferiorità. Si narra, però, che Agrippina fosse solita invocare questo privilegio maschile, allo scopo di farsi baciare dall'imperatore Claudio.
Secondo altre tesi, risalenti soprattutto al XIX secolo e rappresentate autorevolmente da Johann Jakob Bachofen nel libro Das Mutterrecht (1861), lo ius osculi non sarebbe stato altro che l'ultimo residuo di un'antica società matriarcale esistita a Roma, prima della sua sostituzione con il modello patriarcale che storicamente conosciamo.